# Sindromul Timișoara
Sindromul Timișoara este un film românesc din 2004 regizat de Marius Theodor Barna. Rolurile principale au fost interpretate de actorii Christine Boisson, Ioana Macarie și Șerban Ionescu.

## Prezentare
La peste 9 ani de la sângeroasele evenimente de la Timișoara din decembrie 1989, Christine Saubert, directoarea agenției pariziene de presă GIP, primește o vizită surprinzătoare, care o va reîntoarce într-un coșmar pe care îl credea uitat. 

## Distribuție
Distribuția filmului este alcătuită din:
- Cristian Șofron
- Thibault de Montalambert
- Ioana Macarie
- Dan Condurache
- Dorel Vișan
- Florin Zamfirescu
- Gheorghe Dinică
- Christine Boisson — Christine Saubert
- Ion Fiscuteanu
- Alexandru Repan
- Oana Ștefănescu
- George Alexandru
- Irina Dinescu
- Marinela Chelaru
- Șerban Ionescu